# Ага-Базар
Ага-Базар (тат. Ağa bazar) — торгово-ремесленный пригород города Болгара в X—XV веках. Являлся крупным торгово-ремесленным и культурным центром Волжской Булгарии, позже Золотой Орды.
Был расположен в 6 км к северо-западу от города между левыми берегами рек Волги и Мелёнки.
В 1431 году был разграблен и разрушен русским войском, пришедшим на Булгарию под предводительством князя Фёдора Пёстрого. Руины находятся на левом берегу Волги, рядом с современным городом Болгар.
В ходе археологических раскопок были найдены остатки отдельных домов, хозяйственных построек, ремесленных мастерских (обработка рога и кости, литье металла, гончарное дело и др.), различные хозяйственные предметы, а также деньги, изделия, привезенные из-за границы.
Исследован в 1852 году И. Н. Березиным, в 1877 году — А. А. Спицыным, в 1893 году — П. А. Пономарёвым, в 1952—1954 годах — Б. Б. Жиромским и К. А. Смирновым.
В 1955—1957 годах был затоплен Куйбышевским водохранилищем.